# Порт-Санілак (Мічиган)
Порт-Санілак (англ. Port Sanilac) — селище (англ. village) в США, в окрузі Сенілак штату Мічиган. Населення — 567 осіб (2020).

## Географія
Порт-Санілак розташований за координатами 43°25′43″ пн. ш. 82°32′41″ зх. д. / 43.42861° пн. ш. 82.54472° зх. д. (43.428648, -82.544760).  За даними Бюро перепису населення США в 2010 році селище мало площу 2,08 км², уся площа — суходіл. В 2017 році площа становила 2,20 км², уся площа — суходіл.

## Демографія
Згідно з переписом 2010 року, у селищі мешкали 623 особи в 290 домогосподарствах у складі 175 родин. Густота населення становила 300 осіб/км².  Було 441 помешкання (212/км²).
Расовий склад населення:
| - 97,3 % — білих - 0,3 % — корінних американців - 0,3 % — азіатів - 0,2 % — чорних або афроамериканців |

До двох чи більше рас належало 1,8 %. Частка іспаномовних становила 2,2 % від усіх жителів.
За віковим діапазоном населення розподілялося таким чином: 19,9 % — особи молодші 18 років, 54,7 % — особи у віці 18—64 років, 25,4 % — особи у віці 65 років та старші. Медіана віку мешканця становила 51,1 року. На 100 осіб жіночої статі у селищі припадало 83,2 чоловіків;  на 100 жінок у віці від 18 років та старших — 80,8 чоловіків також старших 18 років.
Середній дохід на одне домашнє господарство  становив 47 792 долари США (медіана — 37 833), а середній дохід на одну сім'ю — 63 556 доларів (медіана — 62 500). Медіана доходів становила 52 500 доларів для чоловіків та 32 917 доларів для жінок. За межею бідності перебувало 23,9 % осіб, у тому числі 31,1 % дітей у віці до 18 років та 9,7 % осіб у віці 65 років та старших.
Цивільне працевлаштоване населення становило 237 осіб. Основні галузі зайнятості: роздрібна торгівля — 17,7 %, виробництво — 14,8 %, освіта, охорона здоров'я та соціальна допомога — 13,5 %, мистецтво, розваги та відпочинок — 13,1 %.